# Vliegenstal
Vliegenstal is een gehucht in de gemeente Beveren-Kruibeke-Zwijndrecht in de Belgische provincie Oost-Vlaanderen. Het gehucht ligt in het uiterste noordwesten van het grondgebied van Beveren-centrum, meer dan vier kilometer te noordwesten het dorpscentrum. Het ligt tegen de grens met deelgemeente Vrasene, waarvan het dorpscentrum zo'n twee kilometer ten zuidwesten van het gehucht ligt.

## Geschiedenis
Op de Ferrariskaart uit de jaren 1770 staat het gehucht Vliegerstal weergeven. De Atlas der Buurtwegen uit 1841 toont het gehucht en geeft de herbergnaam Vliegestal. Het gehucht behoorde tot de gemeente Beveren; een landelijk stuk net ten noorden behoorde tot een noordoostelijke uitloper van het grondgebied van de gemeente Vrasene. Ook de Vandermaelenkaart uit het midden van de 19de eeuw toont deze situatie, met aanduiding van de herbergnaam Vliegenstal.
Het landelijk gebied een halve kilometer ten noorden van Vliegenstal, op de grens van Kallo en Verrebroek, werd in de jaren 60 doorsneden door de aanleg van de expressweg N49.
Deelgemeenten: Bazel · Beveren · Burcht · Doel · Haasdonk · Kallo · Kieldrecht · Kruibeke · Melsele · Rupelmonde · Verrebroek · Vrasene · Zwijndrecht

Overige dorpen en gehuchten: Beestenhoek · Bloempot · De Bank · Doorn · Es · Gaverland ·  Geslecht · Groot Laar · Halve Maan · Hoogeinde · Hoogstraat · Kalishoek (Doel) · Kalishoek (Melsele) · Kemphoek · Klein Laar · Melseledijk· Mosselbank (Haasdonk) · Mosselbank (Vrasene) · Nieuwe Parochie · Ouden Doel · Oudendijk · Ponjaard · Prosperpolder · Puiput · Rapenberg · Rapenburg · Saftingen · Sint-Antoniushoek · Smoutpot · Stenen Kruis · Tijskenshoek · Vendoorn · Verrebroekse Blikken · Vijfstraten · Vliegenstal · Voshoek · Westakkers · Wilden Haan · Zillebeek · Zwaantje

Belgische gemeenten · Arrondissement Sint-Niklaas · Oost-Vlaanderen · Vlaanderen